# Sam Thomas
Sam Thomas fue un cornetista norteamericano de jazz tradicional, originario de Memphis, que dirigió una banda alrededor de 1878, en los orígenes del jazz. 
Se desconoce la fecha de su nacimiento y de su muerte, y la información sobre su existencia proviene de la obra del escritor y crítico musical, James Monroe Trotter. El también escritor George Washington Lee lo consideraba el mejor cornetista de Estados Unidos de la época. La banda que dirigió, se llamaba "Young Man's Brass Band" y se formó, según Lee, tras la Guerra de Secesión.